# کوگل سای
کوگل سای (به لاتین: Kogel Say) یک منطقهٔ مسکونی در افغانستان است که در ولایت بلخ واقع شده‌است.